# John Howe
 (novembre 2023).
Si vous disposez d'ouvrages ou d'articles de référence ou si vous connaissez des sites web de qualité traitant du thème abordé ici, merci de compléter l'article en donnant les références utiles à sa vérifiabilité et en les liant à la section « Notes et références ».
Pour les articles homonymes, voir Howe.
John Franklin Howe, né le 21 août 1957 à Vancouver, est un illustrateur canadien célèbre pour son travail sur l'univers du Seigneur des anneaux.

## Biographie
John Howe est né à Vancouver au Canada et a passé son enfance dans une ferme à Keremeos (Colombie-Britannique) avec ses parents et son frère. Il s'installe ensuite en Europe et vit depuis 1987 à Neuchâtel en Suisse. John Howe et son épouse Fataneh, également illustratrice, ont un fils prénommé Dana.
C’est en 1977, lorsqu’il avait vingt ans, qu’il a gagné la France et plus précisément Strasbourg. Formé à l'École supérieure des arts décoratifs de Strasbourg, il affectionne le monde du fantastique et du Moyen Âge. Les années passées à Strasbourg lui ont permis de se construire un bagage d’images. C’est en explorant les musées, les livres, l’architecture et les sculptures exceptionnelles de la ville, et plus particulièrement sa cathédrale, qu’il s’est mis à la recherche d’un « réalisme fantastique » qui tienne ensemble, qui possède sa cohérence interne et qui suggère une réalité vraie, même hors de toute correspondance immédiate avec notre environnement quotidien. En 1994, il est accueilli en résidence d'auteur/illustrateur jeunesse à Troyes, ville qui l'inspire particulièrement grâce à son architecture médiévale.
On retrouve ses thèmes favoris dans les ouvrages qu'il a illustrés : La Guerre du feu de J.-H. Rosny aîné pour Gallimard en 1982, Cathédrale pour les éditions La Nuée bleue en 1994, Les Chevaliers pour Bayard en 1995, Le mystère de Greenwood de Malika Ferdjoukh pour Bayard en 1996, Dragons pour Casterman en 1997, Bilbo le Hobbit de John Ronald Reuel Tolkien pour Casterman en 1999 et les albums de Claude Clément chez Casterman (La Ville abandonnée, L'Homme qui allumait les étoiles)…
Peter Jackson entend parler de son travail : avec Alan Lee, il est chargé de la direction artistique du Seigneur des Anneaux, et également de celle du Hobbit.

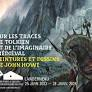

Parmi les expositions organisées autour de ses œuvres, on mentionnera « Sur les terres de Tolkien » (catalogue publié chez l'Atalante), « Le Seigneur des Anneaux : de l'imaginaire à l'image », à la Bibliothèque nationale de France entre le 14 décembre 2003 et le 15 février 2004 (120 dessins d'Alan Lee et John Howe), « Alphabrick », Maison d'Ailleurs à Yverdon-les-Bains, entre le 16 novembre 2014 et le 31 mai 2015 (20 croquis, 20 tableaux et 20 croquis numériques). Il a également été artiste en résidence à Saint-Ursanne en 2007.
En novembre 2014, il participe au documentaire À la recherche du Hobbit diffusé sur Arte, en tant qu’illustrateur et guide, à travers des interviews et des voyages.
En 2019, il est le responsable de l'animation de la série documentaire Des bêtes et des sorcières, réalisée par Dominique Hennequin pour Arte.
En 2023, une exposition consacrée à ses oeuvres a offert au public la présentation de 250 peintures de John Howe. Intitulée "Sur les traces de Tolkien et de l'imaginaire médiéval - Peintures et dessins de John Howe" et patronnée par le "Fonds pour la culture Hélène & Edouard Leclerc", elle s'est déroulée à Landerneau (Finistère) du 25 juin 2023 au 28 janvier 2024. Avant de se tenir dans d'autres villes, puisqu'il s'agit d'une expostion itinérante....

## Filmographie comme directeur artistique
- Le Seigneur des Anneaux de Peter Jackson
  - Le Seigneur des anneaux : La Communauté de l'anneau (2001)
  - Le Seigneur des anneaux : Les Deux Tours (2002)
  - Le Seigneur des anneaux : Le Retour du roi (2003)
- Le Hobbit de Peter Jackson
  - Le Hobbit : Un voyage inattendu de Peter Jackson (2012)
  - Le Hobbit : La Désolation de Smaug de Peter Jackson (2013)
  - Le Hobbit : La Bataille des Cinq Armées de Peter Jackson (2014)
- Le Seigneur des Anneaux : Les Anneaux de Pouvoir

## Filmographie documentaires
- Le Seigneur du château : aux sources de l'Heroic Fantasy, Yannis Metzinger (réal.),John Howe (collab.), Cerigo films, 2006 (26 min)
- À la recherche du Hobbit, Olivier Simonet (réal.), John Howe (collab.), BQHL, 2014, 1 DVD vidéo (5x26 min), EAN 3573310007450
- Dragons! Yannis Metzinger, Alexis Metzinger (réal.), Cerigo films, 2018 (4x27 min)
- Aux sources de la Fantasy, Stéphan Roelants  (réal.), John Howe (collab.) Aux sources de la Fantasy Cerigo films, 2022 (4x26min)[3]

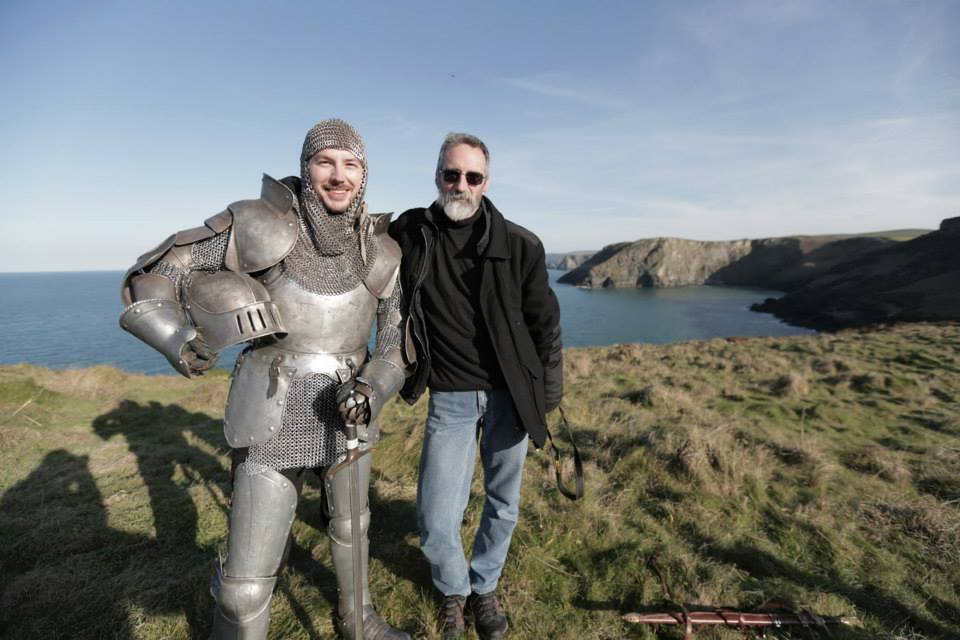
* John Howe sur le tournage de À la recherche du Hobbit.
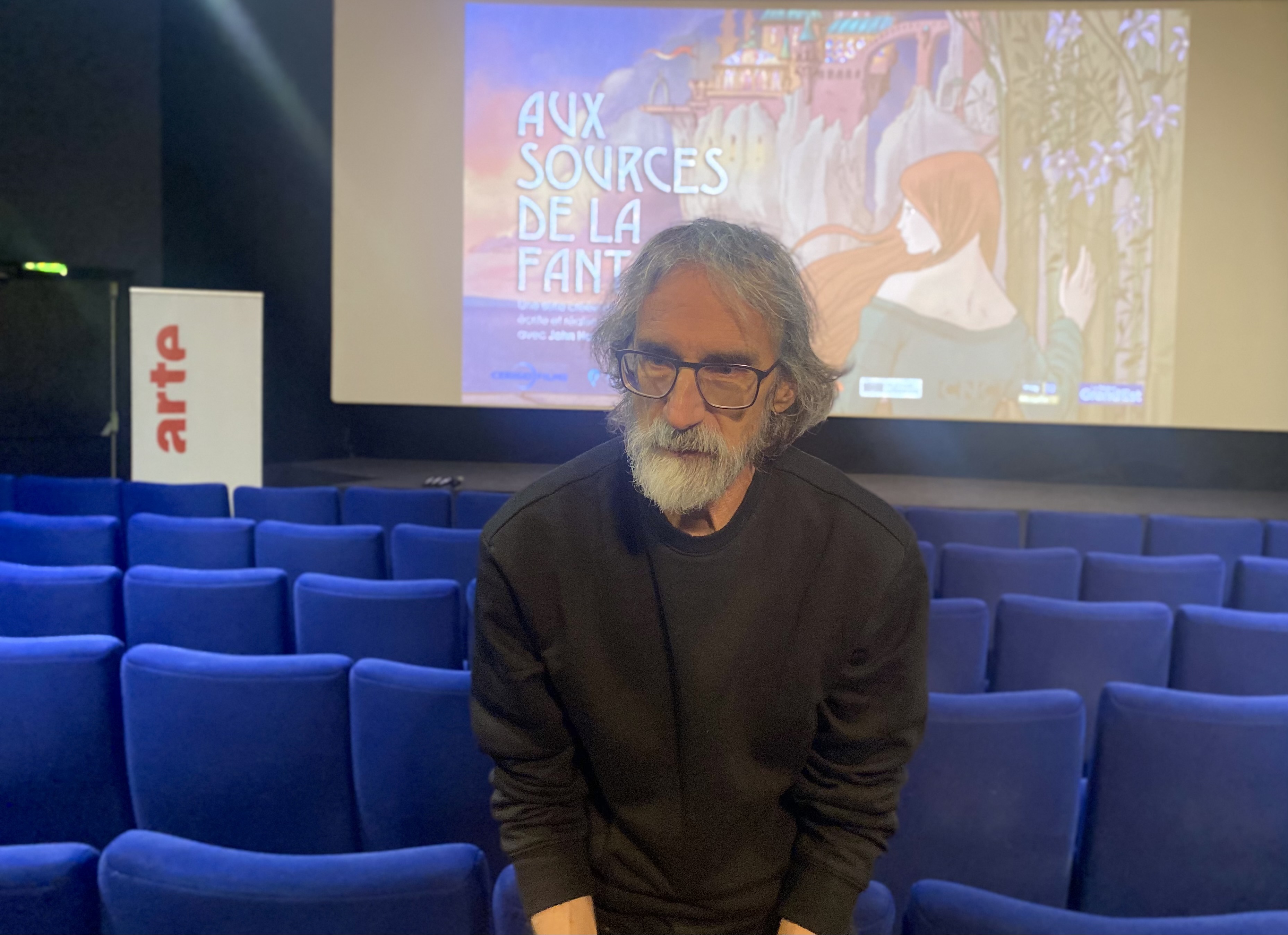
John Howe à Strasbourg lors de la projection du film " Aux sources de la fantasy", 2022

## Publications (ouvrages parus en français)
- John Howe, Cathedral (version EN), éditions Caurette, 2024, 40 p.  (ISBN 978-2-38289-089-9)
- John Howe, Cathédrale (version FR), éditions La Nuée Bleue, 2024, 40 p.  (ISBN 978-27165-0858-2)

- Sur les traces de Tolkien et de l’imaginaire médiéval. Peintures et dessins de John Howe, Catalogue d'exposition Éditions FEHL, 2023, 216 p.  (ISBN 979-1-0962-0914-9)
- John Howe, Un voyageur en Terre du Milieu, Christian Bourgois Editeur, 2018, 199 p.  (ISBN 978-2-267-03107-2)
- John Howe, Draconis, Paris, Quatre fleuves, 2014, 16 p.  (ISBN 978-2-84196-993-7)
- John Howe, Dessiner la Fantasy, Paris, Dessain et Tolra, 2011, 128 p.  (ISBN 978-2-2950-0342-3)
- Lost Worlds (2009)  (ISBN 978-0-7534-1456-9)
- John Howe, Dragons : dessiner et peindre un univers de feu, Paris, Fleurus, 2009, 128 p.  (ISBN 978-2-2150-9155-4)
- Nicky Raven, John Howe (ill.), Beowulf : un héros de légende, Paris, Quatre fleuves, 2008, 81 p.  (ISBN 978-2-84196-684-4)
- John Howe, Fantasy Art : peindre un univers de légende, Paris, Fleurus, 2008, 121 p.  (ISBN 978-2-2150-9474-6)
- John Howe, John Howe : artbook, Aix-en-Provence, Nestiveqnen, 2004, 175 p.  (ISBN 978-2-9156-5301-4)
- Claude Clément, John Howe (ill.), La Ville abandonnée, Bruxelles, Casterman, 2004, 45 p.  (ISBN 2-203-55355-3)
- John Howe (ill.), Méditations sur la Terre du milieu, Paris, Bragelonne, 2003, 297 p.  (ISBN 2-914370-53-9)
- John Howe, John Howe : sur les terres de Tolkien, Nantes, Atalante, 2002, 119 p.  (ISBN 978-2-8417-2230-3)
- Brian Sibley, John Howe (ill.), La Carte de la Terre du milieu de Tolkien, Paris, Bourgois, 2001, 24 p.  (ISBN 2-267-01273-1)
- John Ronald Reuel Tolkien, John Howe (ill.), Bilbo le Hobbit, Bruxelles, Casterman, 1999  (ISBN 2-203-55393-6)
- Anne McCaffrey, Richard Woods, John Howe (ill.), Dragons, Bruxelles, Casterman, 1997, 90 p.  (ISBN 2-203-55360-X)
- David Hawcock, John Howe (ill.), Les Chevaliers, Montrouge, Bayard, 1995, 16 p.  (ISBN 2-227-70445-4)
- Nicolas de Hirsching, John Howe (ill.), Le Royaume des fumées, Montrouge, Bayard, 1994, 44 p.  (ISBN 2-227-72279-7)
- Collectif, Le Monde de Tolkien : visions des Terres-du-Milieu, Grenoble, Comics-USA, 1992, 144 p.  (ISBN 2-87695-189-4)
- Claude Clément, John Howe (ill.), L'Homme qui allumait les étoiles, Louvain-la-Neuve, Duculot, 1992, 28 p.  (ISBN 2-8011-0954-1)
- Daniel Anet, John Howe (ill.), L'Histoire d'un homme, Nicolas de Flue, Genève, Joie de lire, 1991  (ISBN 2-88258-010-X)
- Gérard A. Jaeger, John Howe (ill.), Vespucci, Genève, Joie de lire, 1990, 32 p.  (ISBN 2-88258-007-X)
- Yves Duteil, John Howe (ill.), Pour les enfants du monde entier, Paris, Nathan, 1989, 32 p.  (ISBN 2-09-278244-4)
- Claude Clément, John Howe (ill.), Le Musicien de l'ombre, Louvain-la-Neuve, Duculot, 1989  (ISBN 2-8011-0829-4)
- John Howe, Cathédrale, Strasbourg, Nuée bleue, 1987, 38 p.  (ISBN 978-2-7165-0329-7)
- Jean-Loup Trassard, John Howe (ill.), Rana-la-menthe, Paris, Albin Michel-Jeunesse, 1984  (ISBN 2-86485-032-X)
- Léon-Pierre Lutten, John Howe (ill.),  Boric le lynx, Strasbourg, Bueb & Reumaux, 1984, 32 p.  (ISBN 2-86856-001-6)
- Jacob Grimm, Wilhelm Grimm, John Howe (ill.), Le Pêcheur et sa femme, Paris, Grasset jeunesse, 1983, 30 p.  (ISBN 2-246-32131-X)
- J.H. Rosny aîné, John Howe (ill.), La Guerre du feu, Paris, Gallimard-Jeunesse, 1982, 80 p.  (ISBN 2-07-058112-8)